# Эн-Шакушана

Древнее Междуречье

Эн-Шакушана — правитель единого Уро-Урукского государства в Древней Месопотамии. Основатель II династии Урука.
Традиция называет отцом Эн-Шакушаны некого Элилину, которого некоторые историки отождествляют Элили (Элулу), предпоследним царём Ура из I династии. Исторические события интерпретируется следующим образом: Во второй половине XXV века до н. э. правитель Лагаша Эанатум смог подчинить своей власти город Ур, чем и положил конец I династии Ура в лице Балулу, который, возможно, был сыном Элили и братом Эн-Шакушаны. Эн-Шакушана перенёс столицу государства в Урук, взял себе титул «лугаль Страны (Калама), эн Шумера (или Урука)». Это, кажется, первое упоминание термина «Шумер» в исторических надписях. Титул показывает, что и на новом месте потомки лугалей I династии Ура продолжали претендовать на гегемонию над территорией всего шумерского культового союза. Вскоре Эн-Шакушане удалось отвоевать у Эанатума город Ур и объединить вокруг себя большую часть Шумера, включая Ниппур, главный религиозный центр шумеров, обладание над которым давало право царю считаться гегемоном Шумера.
Его надпись рассказывает что Эн-Шакушан сумел захватить город Киш и пленить тамошнего царя Энби-Астара. Одержал решительную победу над Кишем. Эншакушана подарил храму Энлиля в Ниппуре вазу из «имущества злого Киша».

«Эн-Шакушана посвятил Энлилю имущество Киша, против которого воевал».— надпись на вазе
Ему же принадлежат надписи плохой сохранности, также из Ниппура, говорящие о разрушении Киша и пленении Энби-Астара.

«Когда Эн-Шакушана, эн Шумера, царь страны, когда боги того пожелали, пошёл войной на Киш и взял в плен Энби-Астара, царя Киша. [После чего] народ Акшака и народ Киша [молили его] о том, чтобы он не разорял города, но [чтобы взял] их имущество [вместо того]… Он вернул им их города [как они просили, но] посвятил в Ниппуре их статуи (то есть статуи Акшака и Киша), их драгоценный металл, драгоценный камень и их деревянные вещи Энлилю, царю земель».— единый текст с двух ваз
Ко времени царствования Эн-Шакушаны относится начало традиции называть года правления правителя по тем или иным примечательным событиям, случившимся в то время (так называемые датировочные формулы). Из датировочной формулы Эн-Шакушаны видно, что он также воевал с городом Аккаде. Это первое упоминание в истории этого города, сыгравшего в дальнейшем важную роль.
| II династия Урука / II династия Ура |                                  |                              |
| Предшественник: —                   | правитель Урука XXV век до н. э. | Преемник: Лугалькингенешдуду |